# Kennerley Rumford

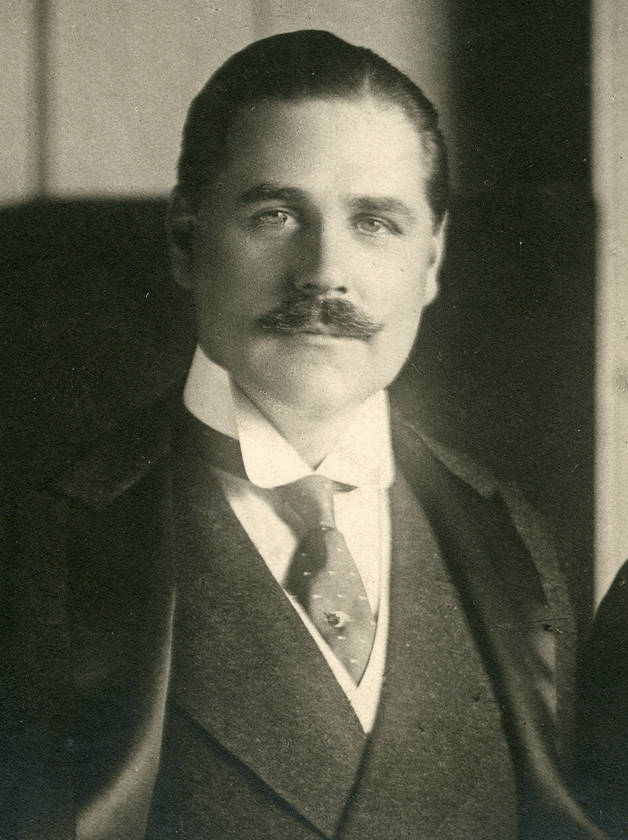
Kennerley Rumford (1914)

Robert Henry Kennerley Rumford (* 2. September 1870 in Hampstead, London; † 9. März 1957 in North Stoke, Oxfordshire) war ein englischer Sänger (Bariton) und Gesangspädagoge.

## Leben
Rumford studierte in Paris bei Giovanni Sbriglia und Jacques Bouhy. Er setzte seine Ausbildung in London bei Alfred Blume und George Henschel fort, unter dessen Leitung er 1893 debütierte. 1900 heiratete er die Altistin Clara Butt, mit der er fortan häufig im Duo auftrat. Er unternahm mit ihr Konzertreisen durch die USA und Kanada, nach Australien und Neuseeland. 1914 wurde er Soldat im Ersten Weltkrieg. Nach Beendigung seines Dienstes trat er nur noch selten auf. Danach arbeitete er als Gesangspädagoge in Oxford.